# Cargo Muchacho Mountains
Die Cargo Muchacho Mountains sind eine US-amerikanische Gebirgsgruppe im äußersten Südosten Kaliforniens. Sie liegen im Imperial County und bilden einen Teil der südöstlichen Colorado-Wüste unweit des Unterlaufs des Colorado River und der Grenzen zu Arizona und Mexiko. Sie erreichen eine Höhe von 676 Meter über Normalnull. Gegenüber dem unter dem Meeresspiegel gelegenen Saltonsee besteht somit ein maximaler Höhenunterschied von über 700 Metern.

## Geographie
Die Gebirgsgruppe (engl. range) der Cargo Muchacho Mountains erstreckt sich zirka 14 Kilometer in Nordwest-Südost-Richtung, in etwa parallel zum Südabschnitt der westlich vorbeiziehenden San-Andreas-Verwerfung (bzw. Sand Hills-Algodones-Verwerfung), die hier vom Dünenfeld der Algodones-Dünen verdeckt wird. Ihre Breite beträgt in etwa 7 Kilometer. Im Nordosten und Osten wird sie vom Imperial Valley und dem Colorado River begrenzt. Die Städte Yuma und Winterhaven liegen im Südosten. Im Norden und Nordwesten schließen sich die Chocolate Mountains an. Im Süden der Kette verläuft der All American Canal.

## Geologie
Die geologischen Begebenheiten wurden 1975 von John T. Dillon ausführlich beschrieben.
Das Grundgebirge der Cargo Muchacho Mountains besteht aus amphibolitfaziellen Metamorphiten, die synkinematisch von mesozonalen Granitoiden durchdrungen wurden. Die Granitoide sind im Wesentlichen aus Adamelliten zusammengesetzt, können aber das Spektrum Gabbro bis Tonalit überdecken. Die sowohl die Metamorphite als auch die Granitoide auszeichnende Foliation fällt relativ flach nach Süden ein, in ihr liegende Strecklineare zeigen in dieselbe Richtung. Die Metamorphite – klein- bis mittelkörnige Quarz-Feldspat-Tektonite – werden vorwiegend der Tumco-Formation zugeordnet. Aufgrund fehlender Schichtung kann ihre Herkunft nicht eindeutig festgelegt werden; womöglich handelt es sich um ehemalige Arkosen, sie könnten aber ebenso aus Granitoiden hervorgegangen sein.
An mehreren Stellen wird das Grundgebirge diskordant von kaum verfestigten Fanglomeraten und Brekzien überlagert. Die verkippten Sedimente weisen einen Einfallswinkel von 10° und etwas mehr auf; sie wurden ihrerseits konkordant von Olivinbasalten abgedeckt und blieben somit erhalten. Die Fanglomerate führen neben örtlich vorkommenden Gesteinsbruchstücken des Grundgebirges auch exotische Vulkanite. Die Brekzien leiten sich aber ausschließlich von autochthonen Gesteinen ab, die während der tektonisch bedingten Zerstückelung der Cargo Muchacho Mountains anfielen. Diese Zerstückelung geht auf mehrere Nordwest-Südost-streichende, rechtsverschiebende, steilstehende Störungen zurück, welche einen Versetzungsbetrag von bis zu zwei Kilometern aufweisen können.
Für die Metamorphite wird ein jungproterozoisches Alter angenommen. Die Granitoide sind laut Armstrong und Suppe (1973) älter als 62 Millionen Jahre und dürften somit aus dem Mesozoikum stammen. Die Basalte wurden im Neogen gefördert, ihnen kann der Zeitraum 23 bis 8 Millionen Jahre zugewiesen werden.

### Bodenschätze
In der Hügelkette wurde (und wird) Gold als Seifenlagerstätten abgebaut, beispielsweise in der American Girl Mine, der Golden Bee Mine, der Cargo Mine und in der Tumco Mine.